# Артур Тајмазов
Артур Борисович Тајмазов (узб. Artur Borisovich Taymazov, рус. Артур Борисович Таймазов, осет. Таймазты Барисы фырт Артур; Владикавказ, Северна Осетија СССР, 20. јул 1979) је узбекистански рвач слободним стилом. Такмичи се у категорији до 120 кг. Члан је рвачког клуба Динамо из Ташкента.
У својој дугогодишњој, двадестједногодишњој, каријери коју је започео са 1990. године, када је имао 11 година, осварио је многе спортске успехе. Четири пута је учествовао на Летњим олимпијским играма, 2000. у Сиднеју, 2004. у Атини играма, 2008. у Пекингу и 2012. у Лондону и освојио 4 медаље: 3 златне и 1 сребрна. Два пута је био светски првак, а три пута другопласирани. Има три три златне медаље са азијских игара и две са азијског првенства.
Тајмазов је висок 1,90 метара, а тежак 114 кг.
Његов брат Тимур Тајманов је украјински дизач тегова, који је такође вишеструки олимпијски победник и светски првак.